# Pana (Illinois)
Pana es una ciudad ubicada en el condado de Christian en el estado estadounidense de Illinois. En el Censo de 2010 tenía una población de 5847 habitantes y una densidad poblacional de 544,25 personas por km².

## Geografía
Pana se encuentra ubicada en las coordenadas 39°23′41″N 89°5′27″O / 39.39472, -89.09083. Según la Oficina del Censo de los Estados Unidos, Pana tiene una superficie total de 10.74 km², de la cual 9.95 km² corresponden a tierra firme y (7.43%) 0.8 km² es agua.

## Demografía
Según el censo de 2010, había 5847 personas residiendo en Pana. La densidad de población era de 544,25 hab./km². De los 5847 habitantes, Pana estaba compuesto por el 98.41% blancos, el 0.09% eran afroamericanos, el 0.03% eran amerindios, el 0.62% eran asiáticos, el 0% eran isleños del Pacífico, el 0.14% eran de otras razas y el 0.72% pertenecían a dos o más razas. Del total de la población el 0.82% eran hispanos o latinos de cualquier raza.